# Królewski Teatr Dramatyczny w Sztokholmie

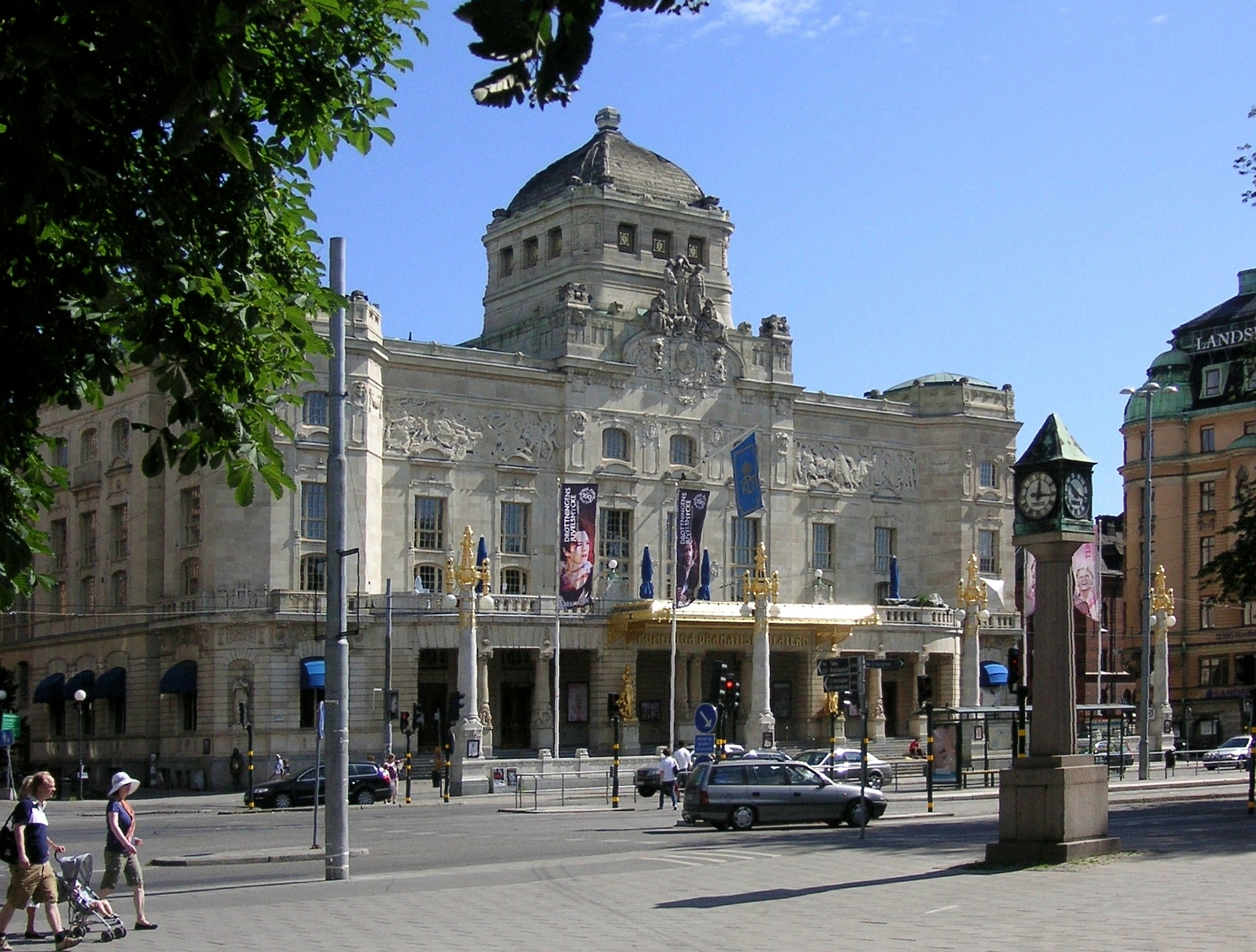
Królewski Teatr Dramatyczny (2008)

Królewski Teatr Dramatyczny w Sztokholmie (obiegowa nazwa Dramaten) – główny narodowy teatr Szwecji.
Został założony w 1788 roku przez króla szwedzkiego Gustawa III. Miała być to scena narodowa pokazująca sztuki dramaturgów szwedzkich, w celu "poprawy języka, gustu i moralności". W 1787 roku powstała dla dopełnienia szczytnych celów teatru szkoła dramatyczna kształcąca młodych szwedzkich aktorów. Najsłynniejszym reżyserem i kierownikiem teatru był August Strindberg, tworząc dla potrzeb teatru sztuki do dzisiaj obecne na wszystkich scenach świata. W II połowie XX w. dyrektorem teatru był znany reżyser filmowy Ingmar Bergman, który wystawiał sztuki aż do początków XXI w. Ze Szkoły Dramatycznej wyszły takie sławy aktorskie jak Greta Garbo i Alf Sjöberg.
Obecnie dyrektorem Dramaten jest Marie-Louise Ekman. 
Teatr mieści się od 1908 r. w secesyjnym budynku przy placu Nybroplan. Posiada pięć scen, w tym scenę główną na 770 miejsc, oraz scenę Elverket wyłącznie dla przedstawień dla dzieci i młodzieży. 
W 2013 r. w ramach Spotkań Teatrów Narodowych w Warszawie w Teatrze Narodowym Królewski Teatr Dramatyczny  przedstawił "Scenę widm" (szw. Spöksonaten) według Strindberga w reżyserii Matsa Eka.